# Christian Pfannberger
Christian Pfannberger (* 9. Dezember 1979 in Judenburg) ist ein ehemaliger österreichischer Profi-Radrennfahrer, der aufgrund wiederholten Dopings 2009 gesperrt wurde.

## Sportlicher Werdegang
Christian Pfannberger begann seine Profikarriere 2001 beim deutschen Team Nürnberger, nachdem er 1999 bereits Militärweltmeister geworden war. 2001 siegte er im Eintagesrennen GP ZTS Dubnica nad Váhom. 2003 wechselte er zur österreichischen Mannschaft Volksbank-Ideal und fuhr ab 2004 für das tschechische Team Ed’ System ZVVZ. Im selben Jahr belegte er den zweiten Platz bei den Österreichischen Staatsmeisterschaften im Straßeneinzel.
Im September 2004 wurde Pfannberger des Dopings mit Testosteron überführt und für zwei Jahre gesperrt. Nach Ablauf seiner Sperre nahm er seine Karriere beim österreichischen Team Elk Haus-Simplon wieder auf, für das er auch die Saison 2007 bestritt.
Der gebürtige Steirer zog sich bei einem Sturz am 1. Mai 2007 bei Rund um den Henninger Turm einen Schlüsselbeinbruch sowie eine Knochenabsplitterung im Handgelenk zu. Wieder in das Renngeschehen griff er bei den Österreichischen Zeitfahrmeisterschaften am 28. Juni ein und wurde Dritter in Podersdorf, drei Tage später sicherte er sich die Österreichische Staatsmeisterschaft auf der Straße.
Bei der 59. Österreich-Rundfahrt trug er sich als 20. österreichischer Glocknerkönig in die Annalen dieser Rundfahrt ein, er bewältige die 13 km von der Mautstelle Ferleiten (1151 m) zum Fuschertörl (2429 m) in 47:20 min und markierte damit eine neue Rekordzeit, die jedoch bereits 2008 von Gerrit Glomser um zwei Sekunden unterboten wurde.
Für das Jahr 2008 unterschrieb er einen Einjahresvertrag bei dem italienisch-englischen Team Barloworld. Bei seinem ersten Saisonhöhepunkt, den Ardennen-Klassikern im Frühjahr, konnte er sich jeweils unter den ersten Zehn platzieren. Insbesondere erreichte er einen fünften Rang bei Lüttich–Bastogne–Lüttich, das zu den Monumenten des Radsports zählt. Im Herbst der Saison baute er erneut seine Form auf, vor allem in Hinblick auf die Weltmeisterschaft im italienischen Varese. Im Vorfeld der Weltmeisterschaft konnte er Top-Ten- und Podiumsplätze, zum Großteil bei den italienischen Herbstklassikern, einfahren. Bei den Weltmeisterschaften selbst konnte er den achten Platz im Straßenrennen erringen.
Am 6. Mai 2009 wurde bekannt, dass Pfannberger bei einer Trainingskontrolle am 19. März 2009 positiv auf EPO getestet wurde. Daraufhin wurde er von seinem Team suspendiert und als Wiederholungstäter durch die Entscheid der Österreichische Nationale Anti-Doping-Agentur vom 21. November 2009 mit Wirkung ab dem 19. März 2009 lebenslang gesperrt. Ihm wurden alle ab dem 19. März 2009 erzielten Ergebnisse aberkannt. 2025 wurde einem Einspruch Pfannbergers stattgegeben und seine Sperre nachträglich auf acht Jahre reduziert.

## Beruflicher Werdegang
Christian Pfannberger betreibt seit 2016 das Radgeschäft „Pfannberger Cycling“ in Baden bei Wien.

## Erfolge
1999
Militärweltmeister – Straße
2006
Österreichische Berg-Staatsmeisterschaft
eine Etappe Österreich-Rundfahrt
2007
Bergwertung Österreich-Rundfahrt
Österreichischer Staatsmeister – Straße
2008
Gesamtwertung und eine Etappe Giro del Capo
Österreichischer Staatsmeister – Straße

## Teams
- 2002 Team Nürnberger Versicherung
- 2003 Volksbank-Ideal
- 2004 Ed’ System ZVVZ
- 2006–2007 Elk Haus-Simplon
- 2008 Barloworld
- 2009 Katusha Team